# Luis Camilo Ramírez
Luis Camilo Ramírez Rivas fue un aviador venezolano a principios del siglo XX.

## Biografía
Nace en Caracas el 23 de enero de 1886, hijo de Alfredo Lucas Ramírez y Otero y Luisa Rivas Dávila y Ochoa. Descendiente del prócer venezolano Luis María Rivas Dávila. En 1903 ingresa como Alférez de artillería a bordo de la nave de guerra Bolívar. En 1911 viaja a Francia y en 1912 adquiere el título de "Piloto Aviador". Al estallar la Primera Guerra Mundial (1914–1918) sirve en el ejército francés y alcanza descollante actuación en la naciente aviación de guerra. Sirvió en el 2.º Batallón de la Legión Extranjera. De subteniente llegó al grado de teniente coronel.
A su llegada a Caracas, la colonia francesa de Venezuela, las colonias de los países aliados, los amigos de Francia, el gobierno nacional le colman de honores civiles y militares. Asimismo, ilustres venezolanos también le rinden honores. Entre ellos, el poeta Andrés Eloy Blanco le dedica versos inolvidables y la Madre Superiora de las Hermanas de San José de Tarbes en alocución del 13 de enero de 1919, destaca el valor y la pericia del Capitán Ramírez.
Participó en las batallas del Somme, la Marne, Verdún y, más tarde, en Marruecos. Acciones que le ganó el merecimiento de la Orden del Libertador, la Orden de la Legión de Honor, la Medalla Militar, la Cruz de Guerra, la Orden de San Vladimiro, la Orden del Mérito de Serbia, la Cruz del Mérito Militar Español, la Medalla Interaliada, y otras tantas condecoraciones. Fue asesinado en Fez (Marruecos francés) en 1935 por su ordenanza (un ruso) para robarle el sueldo que venía de cobrar.